# Canton de Sierentz
Le canton de Sierentz est une ancienne division administrative française, située dans le département du Haut-Rhin, en région Alsace. Le canton de Sierentz faisait partie de la quatrième circonscription du Haut-Rhin. Jusqu'en 1948 (à la suite du décret du 26 octobre 1948), il s'appelait « canton de Landser ».

## Composition
Le canton de Sierentz groupait 21 communes :
- Bartenheim
- Brinckheim
- Dietwiller
- Geispitzen
- Helfrantzkirch
- Kappelen
- Kembs
- Kœtzingue
- Landser
- Magstatt-le-Bas
- Magstatt-le-Haut
- Rantzwiller
- Schlierbach
- Sierentz (chef-lieu)
- Steinbrunn-le-Bas
- Steinbrunn-le-Haut
- Stetten
- Uffheim
- Wahlbach
- Waltenheim
- Zaessingue

## Représentation

### Conseillers généraux de 1833 à 1871 et de 1919 à 2015
| Période | Période | Identité                                                 | Étiquette            | Qualité                                                                           |
| ------- | ------- | -------------------------------------------------------- | -------------------- | --------------------------------------------------------------------------------- |
| 1833    | 1842    | Charles Conrad Gabriel Rossée                            |                      | Ancien Maire de Landser (1808-1816)                                               |
| 1842    | 1842    | Pierre Jean-Baptiste Wendling (1776-1848)                |                      | Notaire, percepteur, maire de Landser                                             |
| 1842    | 1848    | Jean Simon Maurer                                        |                      | Ancien notaire à Sierentz                                                         |
| 1848    | 1852    | Charles Conrad Gabriel Rossée                            |                      | Propriétaire à Landser                                                            |
| 1852    | 1855    | Antoine Zeller                                           |                      | Maire de Obersteinbrunn                                                           |
| 1856    | 1858    | Robert Gabriel Wendling (1813-1860) (fils de P.Wendling) |                      | Notaire, maire d'Habsheim                                                         |
| 1858    | 1870    | Jean-Jacques Kempf                                       |                      | Maire de Koetzingen                                                               |
|         |         |                                                          |                      |                                                                                   |
| 1919    | 1928    | Georges Lienhardt                                        |                      | Cultivateur, maire de Brinckheim                                                  |
| 1928    | 1940    | Joseph Hanser                                            | UPR                  | Professeur de lycée à Mulhouse                                                    |
|         |         |                                                          |                      |                                                                                   |
| 1945    | 1955    | Eugène Kirchhoffer                                       | DVD puis RPF puis RS | Employé de bureau Maire de Bartenheim                                             |
| 1955    | 1979    | André Moser                                              | MRP                  | Avocat au barreau de Mulhouse                                                     |
| 1979    | 2011    | Jean-Louis Lorrain                                       | UDF puis UMP         | Médecin Maire de Landser de 1977 à 2008 Sénateur de 1995 à 2004 et de 2010 à 2013 |
| 2011    | 2015    | Daniel Adrian                                            | SE                   | Gestionnaire Maire de Landser depuis 2008 Elu en 2015 dans le Canton de Brunstatt |

### Conseillers d'arrondissement (de 1833 à 1940)
Le canton de Landser (Sierentz) avait deux conseillers d'arrondissement (puis un seul à partir de 1919).
De 1833 à 1871, il appartenait à l'arrondissement d'Altkirch.
| Période                                  | Période      | Identité                            | Étiquette   | Qualité |
| ---------------------------------------- | ------------ | ----------------------------------- | ----------- | --- |
| 1833                                     | 1845         | François Joseph Hertzog             |             | Maire de Bartenheim                                                                                         |
| 1833                                     | 1836         | Jacques Ignace Wendling (1786-1847) |             | Notaire à Landser                                                                                           |
| 1836                                     |              |                                     |             | |
| 1845                                     | 1848         | M. Muller                           |             | Propriétaire à Uffheim                                                                                      |
|                                          |              |                                     |             | |
| 1919                                     | 1923 (décès) | Alphonse Fischesser (1862-1923)     |             | Cultivateur à Landser                                                                                       |
| 1923                                     | 1931         | Jacques Arnold (1873-1943)          | UPR         | Cultivateur, maire de Bartenheim                                                                            |
| 1931                                     | 1940         | Charles Zumstein (1867-1963)        | Indépendant | Cultivateur et écrivain, Magstatt-le-Bas                                                                    |
| 1940                                     |              |                                     |             | Les conseils d'arrondissement ont été suspendus par la loi du 12 octobre 1940 et n'ont jamais été réactivés |
| Les données manquantes sont à compléter. |              |                                     |             | |